# Brug 432
Brug 432 is een vaste brug in Amsterdam-Noord. 
De verkeersbrug, waarover lang buslijn 32 reed, sinds 2018 buslijn 35, is gelegen in de Purmerweg / Nieuwe Purmerweg en overspant de ringsloot van de Buikslotermeer.
Er zijn drie versies van deze brug. Het begon in 1937 als een houten brug in een landelijk gebied; er is nog geen bebouwing te vinden.
In de jaren dertig van de 20e eeuw ontwikkelde de gemeente Amsterdam hier een nieuw tuindorp. Daarvoor moest grond worden onteigend en infrastructuur aangelegd. Op 10 maart 1941 besteedde Burgemeester en Wethouders brug 432 aan. De brug werd in 1939 ontworpen door Piet Kramer, de bruggenman van de Publieke Werken. Op de tekening staat alleen nog boerderij Mollewoud/Nollewoud ingetekend. Om de brug te kunnen bouwen werd ten oosten van de brug een dam gelegd, die na oplevering weer werd verwijderd. De brug heeft een soort duikerconstructie met een betonnen buis onder het brugdek door. De brug komt min of meer scheef over het water te liggen.
Lag het eind van de Purmerweg in het begin nog in landbouwgebied; Amsterdam breidde steeds verder uit en bouwde tot aan de ringsloot Buikslotermeer vol. In de late jaren zestig steekt de bebouwing de ringsloot over voor de bebouwing van de wijk Buikslotermeer. Anders dan in de “oude bebouwing” is daar sprake van gescheiden verkeersstromen. De nieuwe bewoners maken veelvuldig gebruik van de auto en de brug van Kramer voldoet niet meer. Kramers opvolger bij Publieke Werken Dirk Sterenberg ontwierp vervolgens een nieuwe brug, die tevens moest aansluiten op brug 962 over de voet- en fietspaden langs de ringvaart. In 1969 vond de vervanging en nieuwbouw plaats. Het verkeer werd daartoe een jaar lang omgeleid. De brug kreeg een totaal ander uiterlijk die lijkt op de bruggen die in dezelfde periode zijn gebouwd naar ontwerp van Sterenberg: Brug 432, Brug 950, brug 951, brug 958, brug 962, brug 963, brug 964, brug 965 en brug 966, Brug 432 lijkt dan ook sterk op een grote versie van Brug 965 met haar leuning/balustrade van beton. Brug 432 is vanwege haar oorspronkelijke oudere datum een van de weinige bruggen in de 400-serie ter plaatse, de meeste hebben een nummer in de 800- of 900-serie.
Tot 2016 stond de brug officieus te boek als de 'Nollewoudsbrug', vernoemd naar een boerderij die hier ooit lag. In juli 2016 wilde de gemeente af van officieuze benamingen en liet de bevolking kiezen tussen de officieuze naam officieel maken, een verzoek tot nieuwe vernoeming insturen dan wel de brug anoniem door het leven te laten gaan. Er werd toen voor de laatste optie gekozen.

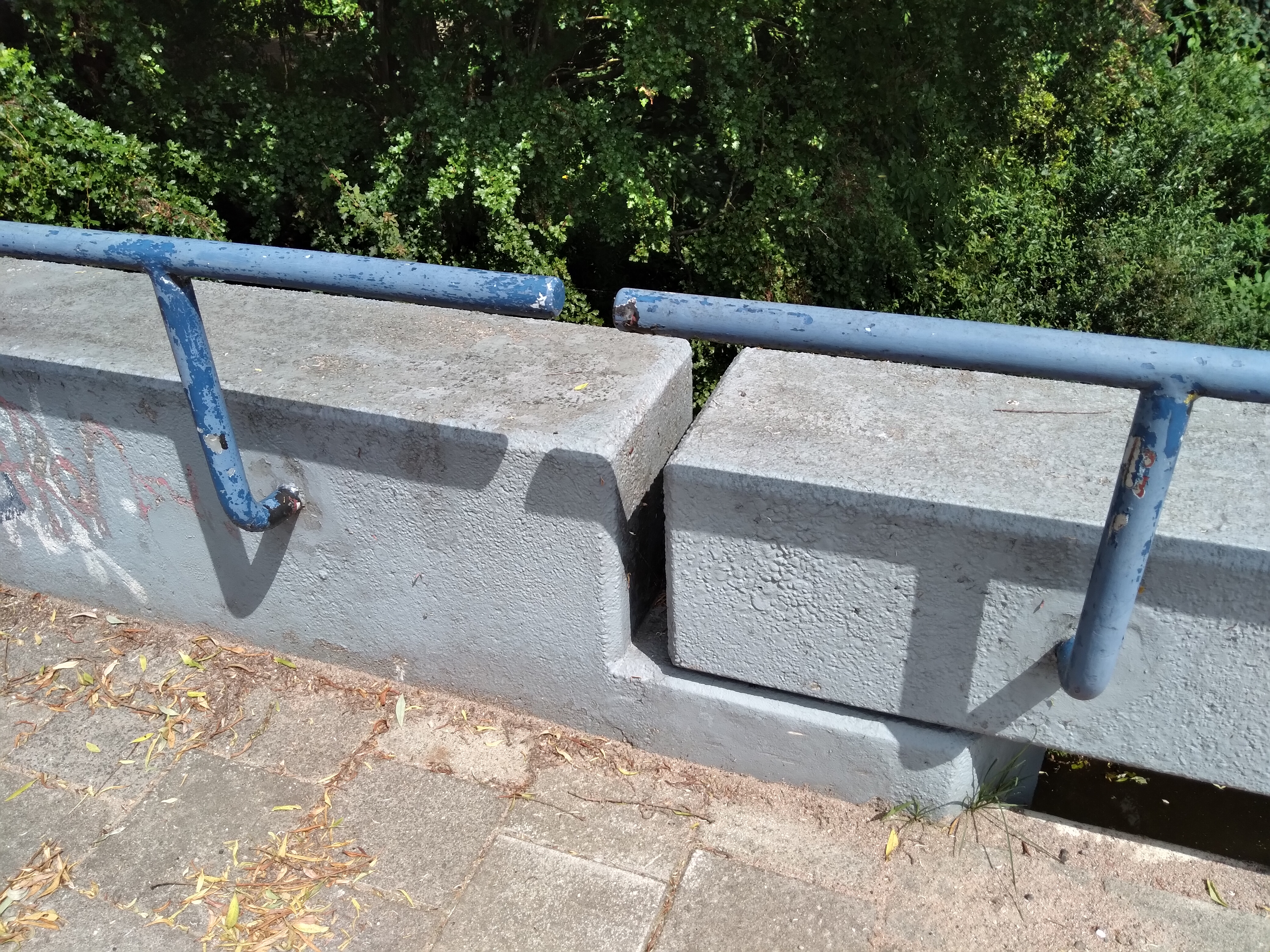
Leuningen op betonnen balken (juli 2021)

<<< · 400 · 401 · 402 · 403 · 404 · 405 · 406 · 407 · 408 · 409 · 410 · 411 · 413 · 414 · 415 · 416 · 417 · 418 · 419 · 420 · 421 · 422 · 423 · 424 · 425 · 427 · 429 · 430 · 431 · 432 · 433 · 434 · 435 · 436 · 437 · 438 · 439 · 440 · 441 · 442 · 443 · 444 · 445 · 446 · 447 · 448 · 449 · 450 · 451 · 452 · 453 · 454 · 455 · 456 · 457 · 458 · 459 · 460 · 461 · 462 · 463 · 464 · 465 · 466 · 469 · 470 · 471 · 472 · 473 · 474 · 475 · 476 · 478 · 479 · 480 · 482 · 483 · 485 · 486 · 487 · 488 · 489 · 490 · 491 · 492 · 493 · 494 · 495 · 496 · 497 · 499 · >>>
Brugnummers 412, 426, 428, 467, 468, 477, 481, 484 en 498 zijn niet (meer) vergeven.